# Spizzenergi
Spizzenergi — британская группа новой волны, образованная певцом и гитаристом Спиззом (англ. Spizz; наст. имя — Кеннет Спиэрс, англ. Kenneth Spiers) в 1977 году и — по замыслу своего лидера — ежегодно менявшая названия (Spizzoil, Athletico Spizz 80 и т. д.)
Группа вошла в историю как первая, подписавшая контракт с незадолго до этого образованным лейблом Rough Trade Records а также первая, возглавившая (с синглом «Where’s Captain Kirk?») созданный в 1980 году UK Indie Chart.

## История группы
Детство и юность Спизза прошли в Ноуле, Вест Мидландс, где он учился в школе Arden. На музыкальную деятельность его вдохновило набиравшее тогда силу панк-движение. Сольный дебют Спизза (заимствовавшего по такому случаю гитару) состоялся 27 августа 1977 года на фестивале в бирмингемском клубе Barbarella. Два месяца спустя он вернулся на эту же сцену с барабанщиком Питом Петролом (англ. Pete Petrol, наст. имя — Пит О’Дауд, англ. Pete O'Dowd) и под названием Spizz 77. Дуэт выпустил несколько панк-синглов, оставшихся незамеченными.
В 1978 году вместе с Пальмолив (англ. Palmolive), барабанщицей группы The Slits, Спизз и Пе́трол образовали проект Spizzoil. Группа провела несколько гастрольных туров, а оказалась в фокусе общественного внимания после выступления с Siouxsie and the Banshees. Джон Пил записал Spizzoil для своей программы на BBC Radio 1, после чего компания Rough Trade Records предложила ей записать EP, вышедший под заголовком 6000 Crazy. На этом, однако, творческий союз Спизза и Петрола завершился.
В августе 1979 году образовалась группа Spizzenergi, в состав которой, помимо Спизза (гитара, вокал), вошли клавишник Марк Коулфилд (англ. Mark Coalfield), гитарист Дэйв Скотт (англ. Dave Scott), басист Джим Солар (англ. Jim Solar, наст. имя — Jim Little) и Hero Shima (ударные). Пит Петрол присоединился к составу, но только ради участия в гастрольном турне.
«Soldier, Soldier» был объявлен NME «синглом недели», за ним последовал «Where’s Captain Kirk?»: его Джон Пил назвал «лучшей песней, имеющий отношение к Star Trek». В январе 1980 года сингл возглавил только что созданный UK Indie Chart и оставался на первом месте 8 недель.
Тот же состав продолжил выступления как Athletico Spizz 80; группа выпустила сингл «No Room» («Spock’s Missing»), один только предварительный заказ на который составил 50 тысяч экземпляров, дал пять аншлаговых концертов подряд в Marquee Club и выпустил дебютный альбом Do A Runner на A&M Records.
Проведя короткое турне по США, группа, уже с гитаристом Лу Эдмондсом в составе, изменила название на The Spizzles и записала второй альбом Spikey Dream Flowers, закрепивший за музыкантами репутацию эксцентриков от научной фантастики. Однако к этому моменту музыкальный климат в Британии резко переменился, возобладало звучание «новых романтиков», альбом оказался коммерчески провальным и компания A&M от группы поспешила избавиться.
Под названием Spizzenergi группа вернулась на Rough Trade, выпустила два сингла, «Mega City» и «Jungle Fever», но, несмотря на возвращение Петрола, отношение к себе изменить не смогла.
Спизз, до тех пор ежегодно менявший название группы, прекратил эту практику после того, как Книга рекордов Гиннесса отказалась зарегистрировать как рекорд его претензию на «наибольшее количество пластинок, выпущенных под разными именами». Вскоре он отошёл от активной музыкальной деятельности, переключившись на живопись; впрочем, дал один концерт в 1983 году как Spizzorwell, а год спустя выступил с большим женским бэкинг-бэндом в собственной сценической постановке «The Last Future Show». Позже Спиэрс выступал соло как SpizzOrwell, играл в Heaven 17. В 1987 году в чарты вошел танцевальный микс «Where’s Captain Kirk?», оказавшийся его последним успехом в Британии. После рождения дочери в 1991 году Спизз посвятил себя семье.
В последние годы Спизз вновь начал выступать и записываться, подписав контракт с Cherry Red Records. Кроме того, на собственном лейбле 442ok Records  он выпустил сингл «We’re The England». Известна и другая футбольная песня Спизза, «The Sun Never Sets on Aston Villa», вошедшая в официальный клубный компакт-диск «Three Lions in The Sky».

## Дискография

### Альбомы
- Do A Runner (Athletico Spizz ’80) (1980: A&M) # 27 UK Albums Chart[5]
- Spikey Dream Flower (как Spizzles) (1981: A&M)

### Сборники / EP.s
- Spizz History (1983: Rough Trade)
- The Peel Sessions (1987: Strange Fruit)
- Unhinged (1994: Damaged Goods)
- Spizz Not Dead Shock: A Decade of Spizz History 1978 — 88 (1996: Cherry red)
- Where’s Captain Kirk (2002: Cherry red)

### Синглы
| Название группы / Дата релиза | 'A'-сторона             | 'B'-сторона                                     | Лейбл        | Каталоговый номер |
| ----------------------------- | ----------------------- | ----------------------------------------------- | ------------ | ----------------- |
| Spizzoil: 1978                | «6000 Crazy»            | «1989» / «Fibre»                                | Rough Trade  | RTSO1             |
| Spizzoil: 1978                | «Cold City»             | «Red And Black» / «Solarisation» / «Platform 3» | Rough Trade  | RTSO2             |
| Spizzenergi: 1979             | «Soldier, Soldier»      | «Virginia Plain»                                | Rough Trade  | RTSO3             |
| Spizzenergi: 1979             | «Where’s Captain Kirk»  | «Amnesia»                                       | Rough Trade  | RTSO4             |
| Athletico Spizz 80: 1980      | «No Room»               | «Spock’s Missing»                               | Rough Trade  | RTS05             |
| Athletico Spizz 80: 1980      | «Hot Deserts»           | «Legal Proceedings»                             | A&M          | AMS7550           |
| Athletico Spizz 80: 1980      | «Central Park»          | «Central Park» (Dr. & Nurses dub version)       | A&M          | AMS7566           |
| Spizzles: 1981                | «Risk»                  | «Melancholy»                                    | A&M          | AMS8107           |
| Spizzles: 1981                | «Dangers of Living»     | «Scared»                                        | A&M          | AMS8124           |
| Spizzenergi 2: 1982           | «Work»                  | «Megacity III»                                  | Rough Trade  | RT096             |
| Spizzenergi 2: 1982           | «Jungle Fever»          | «Meaning»                                       | Rough Trade  | RT108             |
| Spizz: 1987                   | «Where’s Captain Kirk?» | «Living Is Better With Freedom»                 | Hobo Railway | HOBO001           |
| Spizz: 1988                   | «Love Me Like A Rocket» |                                                 | Plastic Head | PLASPOP2          |